# Эйткен, Роберт
Роберт Эйткен (англ. Robert Aitken, 28 августа 1939, Кентвиль, Новая Шотландия) — канадский композитор и флейтист.

## Биография
В 1955-1959 учился в Королевской музыкальной консерватории в Торонто. Затем совершенствовал своё искусство в Европе, учась у С.Гаццеллони и Ж.П.Рампаля. Играл в Ванкуверском симфоническом оркестре (1958-1959), в оркестре Канадского радио (1959-1964), в симфоническом оркестре Торонто (1965-1970).
Стал лауреатом Парижского конкурса флейтистов (1971). В 1977 Пьер Булез пригласил его с сольным концертом в IRCAM. Эйткену посвящали свои сочинения Эллиотт Картер, Джордж Крам, Джон Кейдж, Хайнц Холлигер, Тору Такэмицу, Кадзуо Фукусима, Роджер Рейнольдс, Жиль Трамбле и др. композиторы.

## Репертуар
В репертуаре артиста — Маре, Вивальди, Бах, Телеман, Моцарт, Шпор, Квантц, Кулау, Доницетти, Паганини, Шуберт, Дебюсси, Сати, Жоливе, Винко Глобокар, Ёрицуне Мацудайра, многие другие современные композиторы Европы, Канады, США, Японии.

## Композиторская деятельность
Среди произведений Эйткена концерт для флейты, гобоя, альта и контрабаса (1961), Музыка для флейты и магнитофонной ленты (1963), Монодия для смешанного хора и флейты (1983), концерт для флейты и струнного оркестра (1999), Свадебная песня для двух флейт (1999), ряд других сочинений для флейты.

## Педагогическая деятельность
Преподавал в университете Торонто (1960—1975), во Фрайбургской Высшей школе музыки (1988—2004), вел мастер-классы во многих странах мира.

## Признание
- Член ордена Канады (1993).
- Премия за вклад в искусство Ассоциации флейтистов Канады (2003).
- Орден искусств и литературы (Франция).